# 花墙 (西长安街)
花墙，位于北京市西城区西长安街南侧，新华门对面。

## 简介
新华门在清朝时为宝月楼，建成于1758年。其正南方原先是回回营清真寺，建成于1764年。传说中，宝月楼、回回营清真寺都与香妃有关。
中华民国成立后，袁世凯政府接管了清室的西苑三海，1913年将中海和南海辟为大总统府，从此中海和南海合称“中南海”。1913年，由内务总长兼京都市政公所督办朱启钤主持，将宝月楼辟为中南海正门，称“新华门”。将新华门前的一段西长安街命名为“府前街”，将中南海西侧新辟道路命名为“府右街”（“府”均指大总统府）。此后，又将六部口以南的排水沟上改建的道路命名为“新华街”（今北新华街、南新华街），还在新华门对面的“府前街”南侧砌筑一道西洋式花墙，以遮挡背后杂乱破旧的平房，改善大总统府门前的观瞻。由朱启钤主持砌筑的这道西洋式花墙长约200米，与新华门之间的比例很协调，设计上突出了中南海。同时，此次朱启钤主持的工程中还拆除了回回营清真寺位于北面的门楼式的正门，用花墙封堵了清真寺通往北面的通路。
2009年4月1日，西长安街道路拓宽拆迁工程进入施工阶段。该项目位于西长安街新华门南侧，东到石碑胡同，西到中共中央组织部办公楼，北到西长安街南沿线，南到西安福胡同、东安福胡同西段、东安福胡同东段南延50米。拆迁范围内共有单位42户，居民778户。由北京市西城区人民政府成立拆迁指挥部，主导拆迁。拆迁完成后，该路段由双向8车道拓宽为双向10车道，交通获得改善。在此次道路拓宽拆迁工程中，将花墙拆除后南移，按照原样重建。